# Clematis uruboensis
Clematis uruboensis är en ranunkelväxtart som beskrevs av Alicia Lourteig. Clematis uruboensis ingår i släktet klematisar, och familjen ranunkelväxter. Inga underarter finns listade i Catalogue of Life.